# Sobralia atropubescens
Sobralia atropubescens är en orkidéart som beskrevs av Oakes Ames och Charles Schweinfurth. Sobralia atropubescens ingår i släktet Sobralia och familjen orkidéer. Inga underarter finns listade i Catalogue of Life.

## Bildgalleri

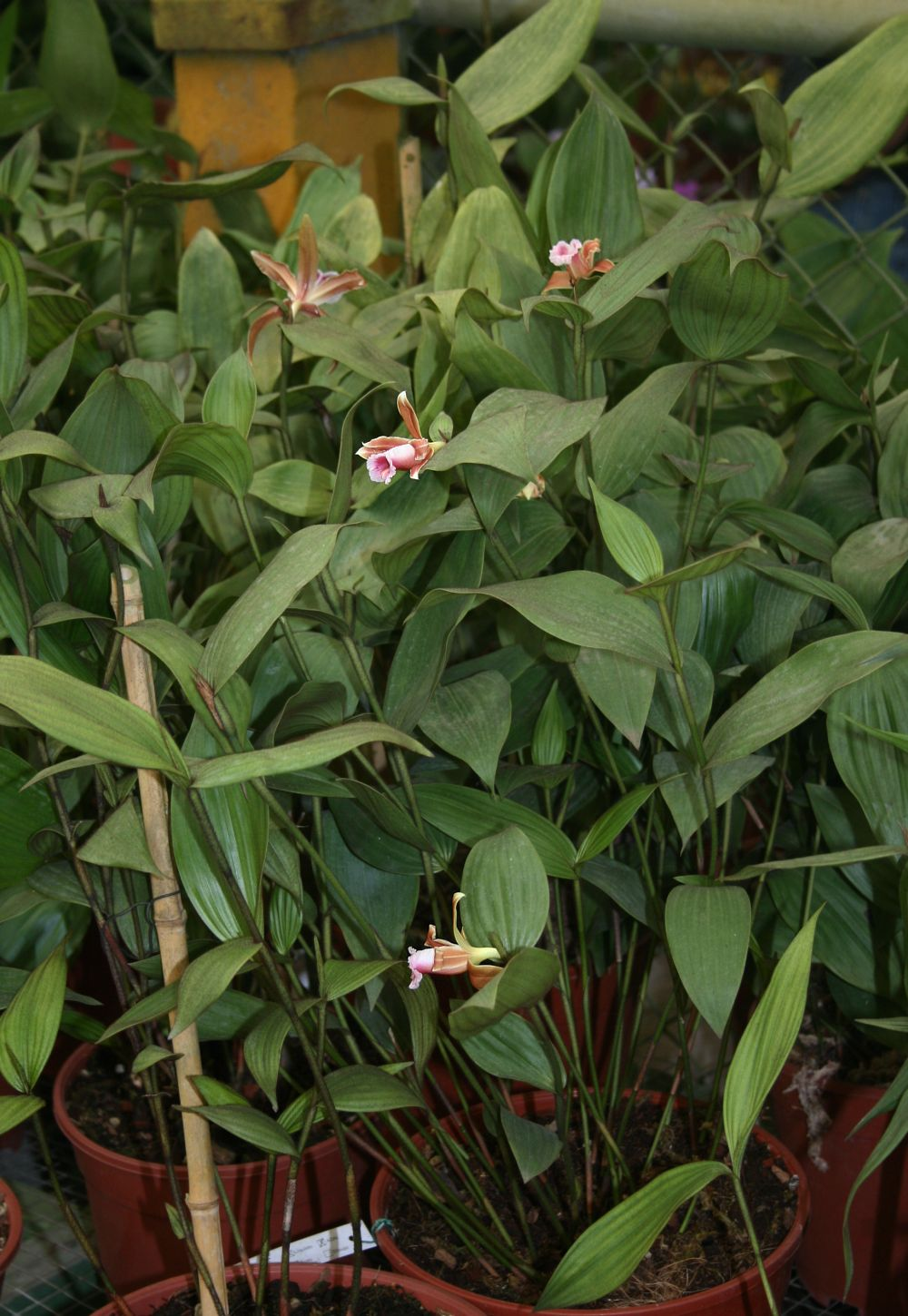
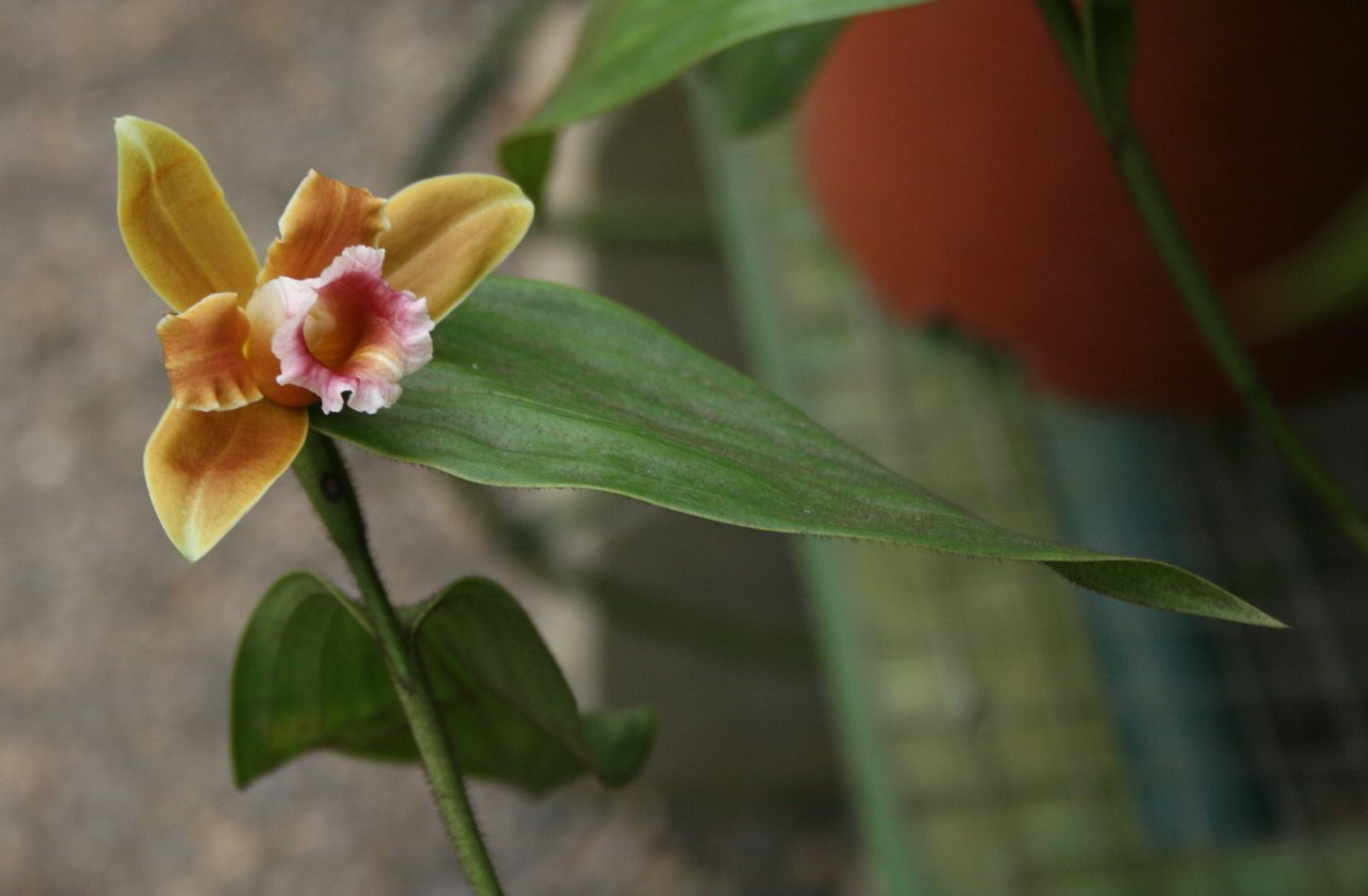